# John de Worcester
John de Worcester (mort v. 1140) fou un monjo i cronista anglès, del priorat de Worcester, conegut per ser l'autor del Chronicon ex chronicis.

## Chronicon ex chronicis

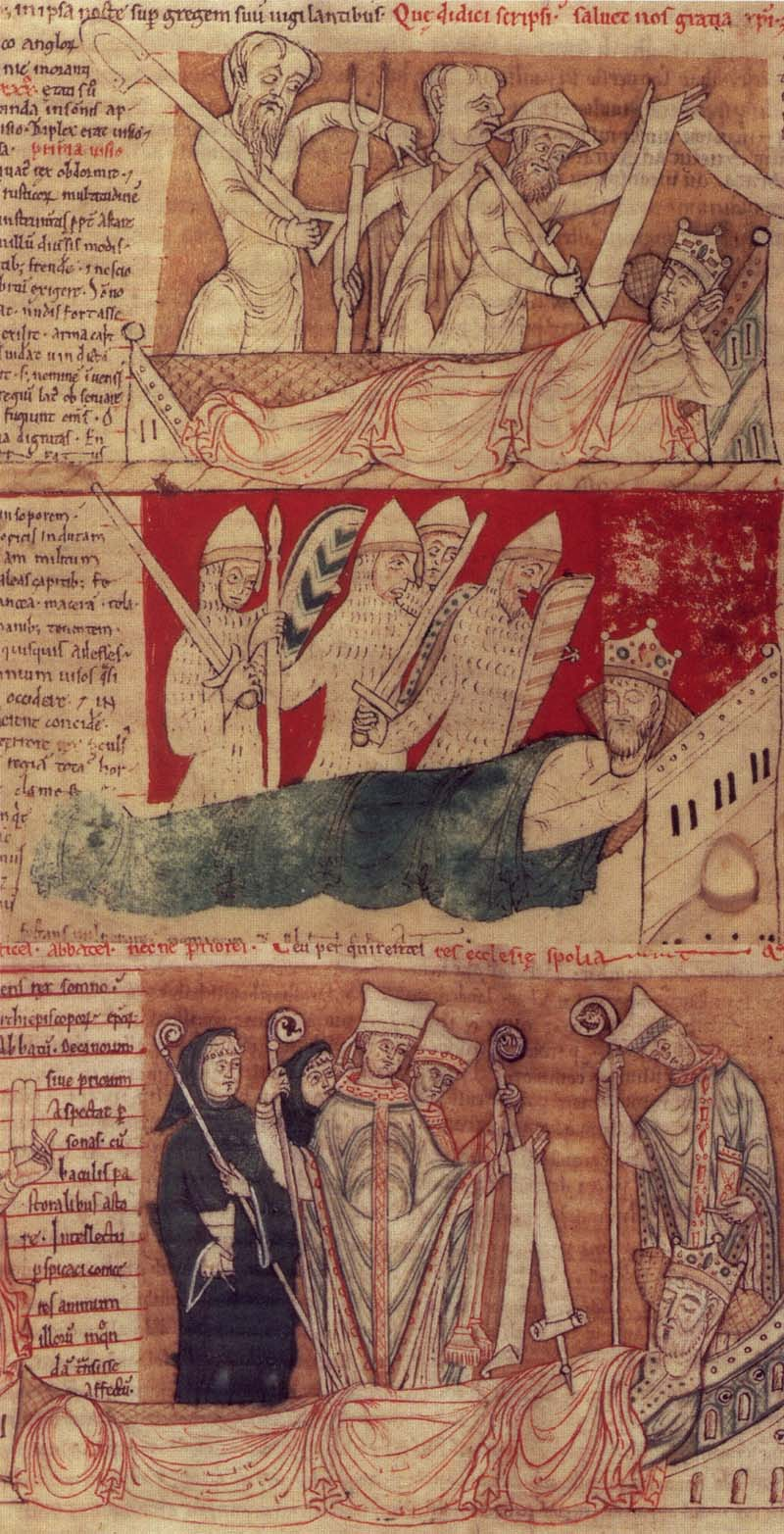
El somni de la mort del rei Enric, il·lustració de la crònica de John de Worcester.

El Chronicon ex chronicis és una història del món que comença des de la seva creació i finalitza amb els fets de l'any 1140. L'esquema cronològic està basat en la crònica de Marianus Scotus de Mainz (m. 1082). La seva importància rau en la informació que aporta sobre la història d'Anglaterra.

### Autoria
La major part d'aquesta obra, el contingut fins a l'any 1117 o 1118, fou antigament atribuït al monjo Florentius de Worcester perquè en la secció de l'any 1118 esmenta la mort d'aquest Florentius i lloa la seva capacitat com a cronista. Segons aquest punt de vista, John de Worcester només hauria estat un continuador, que hauria escrit la part final del llibre. Això no obstant, hi ha dues objeccions envers aquesta teoria: en primer lloc, no hi ha un canvi d'estil en la redacció i, en segon, alguns paràgrafs anteriors a la informació del 1118 es basen en la Historia novorum d'Eadmer de Canterbury, que es va escriure posteriorment, entre 1121 - 1124.
L'opinió majoritària avui dia és que John de Worcester va ser el principal autor i compilador d'aquesta obra. En les pàgines sobre la història dels anys 1128 i 1138 i en dos manuscrits (CCC MS 157 i la Chronicula), escrits per la seva pròpia mà, consta el seu nom com a autor. El bisbe Wulfstan de Worcester, narra haver-lo vist escrivint aquesta crònica i també en va ser testimoni el cronista anglonormand Orderic Vitalis quan va visitar el priorat de Worcester.

### Manuscrits
Han sobreviscut cinc manuscrits del Chronicon ex chronicis més un fragment d'un sol full:

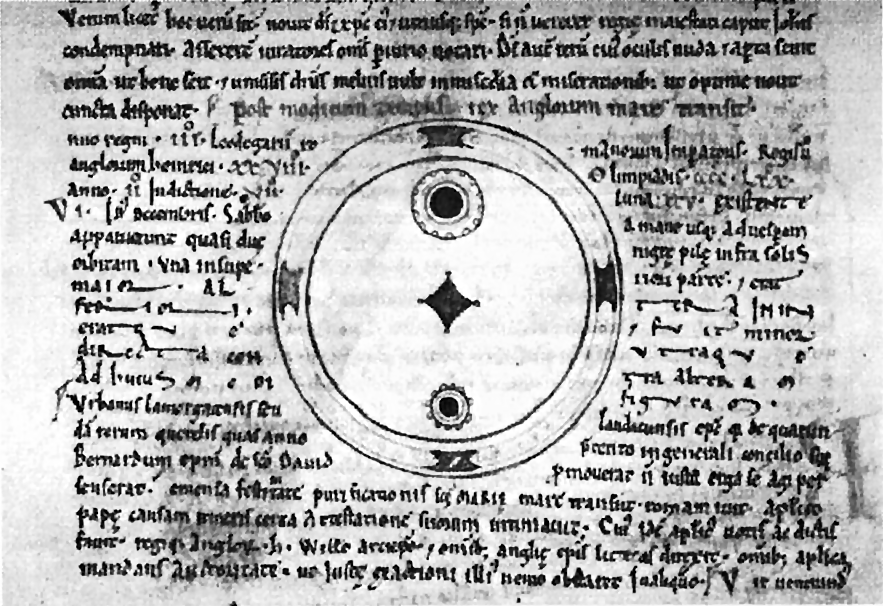
Taca solar dibuixada el 1128, per John de Worcester.

- MS 157 (Oxford, Corpus Christi College).
- MS 502 (Dublin, Trinity College).
- MS 42 (Londres Lambeth Palace).
- MS Bodley 297 (Oxford, Bodleian Library).
- MS 92 (Cambridge, Corpus Christi College).

A més hi ha la Chronicula, una obra resumida del Chronicon ex chronicis: MS 503 (Dublín, Trinity College), escrita per John de Worcester el 1123.